# Hochwald (Szwajcaria)
Hochwald (gsw. Hobel) – miejscowość i gmina w północnej Szwajcarii, w kantonie Solura, w jednostce administracyjnej (Amtei) Dorneck-Thierstein, w okręgu Dorneck. 

## Demografia
W Hochwaldzie mieszka 1 256 osób. W 2021 roku 11,4% populacji gminy stanowiły osoby urodzone poza Szwajcarią. 